# IRIS Tareq
L'IRIS Tareq (persan: زیردریایی طارق) est le premier sous-marin d'attaque de classe Kilo de la Marine de la république islamique d'Iran, servant dans la flotte du Sud. Le sous-marin fait partie de la 33e flottille, avec deux autres navires.
C’est le premier sous-marin jamais commandé par un pays du golfe Persique et le deuxième sous-marin iranien après l’IIS Kousseh (SS 101), qui n’est jamais devenu opérationnel dans la flotte du pays.

## Construction et mise en service
Le contrat de construction du Tareq a été signé en 1988. Il portait sur une valeur de 750 millions de dollars pour deux sous-marins, avec une option pour le troisième.
Sa quille a été posée au chantier naval de l'Amirauté à Saint-Pétersbourg la même année. Il a été lancé en 1991 et a été mis en service le 21 novembre 1992 à la base navale de Bandar Abbas. Le Tareq s’est rendu en Iran par ses propres moyens et avec un équipage russe, sa navigation ayant commencé dans la mer Baltique en octobre 1992.
Il porte le nom d’un célèbre guerrier musulman.

## Engagements
Peu de temps après l’acquisition du Tareq par l’Iran, le sous-marin américain USS Topeka (SSN-754) est entré dans le golfe Persique afin de surveiller le Tareq, alors que sa mission déclarée était la « maintenance de routine».
Selon Jane's, il n’y a aucune preuve que le sous-marin soit jamais retourné en Russie pour un carénage. Cependant, à la suite de négociations pour une mise à niveau, un carénage a commencé en Iran au milieu des années 2000, apparemment avec l’aide de Rosoboronexport et de Sevmash. Depuis, l’Iran est capable de maintenir seul les sous-marins de classe Kilo.
Le Tareq a tiré des torpilles à propulsion électrique pour la première fois en décembre 2011, lors d’un jeu de guerre nommé Velayat-90.
En mai 2012, l’Iran a annoncé qu’il avait relancé le Tareq après une révision au cours de laquelle quelque 18 000 composants, y compris le revêtement anti-radar, les pièces de moteur, les hélices et les radars ont été remplacés,.
Lors de la cérémonie de réintégration au service, l’amiral Habibollah Sayyari a déclaré que les Russes n’avaient fourni à l’Iran aucune « instruction sur les détails et la structure du sous-marin », ajoutant que ses hommes devaient tout comprendre eux-mêmes.
En septembre 2012, il a été déployé dans le golfe Persique en réponse aux exercices navals menés par la Cinquième flotte des États-Unis, avant d’être déployé dans l’exercice Velayat-91 pour un test de ses nouveaux armements. Le jeu de guerre a duré de décembre 2012 à janvier 2013 dans la mer d'Arabie.
En janvier 2015, le Tareq a quitté son port d'attache pour assurer la sécurité des compagnies maritimes naviguant du nord de l’océan Indien au détroit de Malacca, puis à la mer de Chine méridionale. Près d’un an plus tard, le sous-marin a participé au jeu de guerre Velayat-94, naviguant aussi loin que la mer d'Oman et le nord de l’océan Indien. En novembre 2016, le général Ataollah Salehi a déclaré que le Tareq était prêt à être envoyé jusqu’à l’océan Atlantique.
Les médias indiquent qu’en février 2019, l’Iran a amélioré le Tareq pour tirer des missiles de croisière lancés par des sous-marins.

## Dans la culture populaire
Le Tareq se bat contre les forces américaines dans Primary Target, un roman de guerre thriller de Joe Weber publié en 2014.